# 广州日报
《广州日报》是中共广州市委的机关报，隶属广州日报报业集团。《广州日报》创刊于1952年12月1日，报名由毛泽东题写，日均发行量185万份，是中国发行量最大的城市日报（2010年）。《广州日报》是中国国内最早实现全彩印刷的报纸。目前，广州日报报业集团内共包有16报、5份杂志、2个网站和广州传媒控股有限公司等一系列经济实体。

## 办报宗旨
《广州日报》的办报宗旨是：“追求更出色的新聞”。

## 历史沿革

### 创刊
中共佔據廣州初期缺乏新聞人才與印刷設備，而未辦機關報。到1952年5月時，中共廣州市委接辦了華南各民主黨派主辦的《聯合報》，接手報館一台當時較先進的美國杜不勒斯廠出產的輪轉印報機，和151 名報館職員，加上市屬單位抽調幹部，與經中共中央華南分局向《興梅日報》 抽調32 人，備齊《广州日报》創建的人手。在11月中旬，葉劍英請毛澤東題寫機關報報頭。《广州日报》於是于1952年12月1日正式出版，為对开4版综合性大型日报。

### 第一次停刊与复刊
由于纸张供应紧张，经中共中央华南分局宣传部决定，《广州日报》于1955年1月起停刊，合并于《南方日报》。《南方日报》当时是中共中央华南分局的机关报，由于分工和版面限制，无法担负广州市的宣传报道和指导广州市工作的任务，中共广州市委要求复办《广州日报》，经中共广东省委同意，《广州日报》于1958年6月15日正式复刊，仍然是对开4版综合性大型日报。复刊当年，《广州日报》的日平均发行量5.5万份。

### 第二次停刊与复刊
1961年2月1日，《广州日报》与《羊城晚报》合并。两报合并后，由于版面的局限，限制了进一步发扬晚报的特点，报纸也难以负担起指导广州市工作的任务。后经中南局决定，《广州日报》于1965年7月1日复刊，《羊城晚报》改由中南局领导。

### 第三次停刊与复刊
《广州日报》复刊后，质量逐步提高，但不久“文化大革命”开始，给报社带来严重灾难。1967年5月16日，报社被一些学生群众组织封闭。1968年9月1日，《广州日报》被合并于《南方日报》，大部分业务骨干下放干校劳动。直至1972年2月26日，才按照广东省革命委员会的指示，以《广州报》的报名恢复出版。初期是4开4版小报，双日出版。后经中共广州市委决定，从当年8月1日起，改出日报并恢复《广州日报》名称和沿用毛主席手写报头。1973年8月1日，恢复为对开4版大报。
1980年与广州市体委合办《足球》报、1984年与市委宣传部创办《广州文摘报》、1985年与广州市计委等单位合办《信息时报》。
1987年率先扩为对开八版，开地方报纸的先河，发行量不断上升。

### 市场化改造时期
1993年-1997年，广州日报社着手对官气十足的党委机关报进行市场化改造，为其快速发展的额五年，推出了冲击市场的“三板斧”：
- 出早报。《广州日报》较早认识到早报市场的潜力，为保证最早出报，《广州日报》耗巨资更新印刷设备，并在其它报纸将之引为笑谈时，投资10个亿，建成印刷能力达300万对开张的印务中心；这在很长一段时间内保证了报纸彩印、扩版等发展的需要，使《广州日报》在竞争对手陷于印力瓶颈的时候，获得了积蓄优势、从容扩张的时机。
- 自办发行。《广州日报》是中国最早实践自办发行的报纸之一。该报自建发行公司、配备送报车队、构建了几千人的发行网络，创造了中国自办发行网络中最成功的案例之一。在摸索阶段，《广州日报》的领导亲自带人上楼敲门发行，推行洗楼策略，附之以有奖发行……经过短暂的回落后，发行量开始飞速上升。《广州日报》还借鉴日本报业经验，建立了自己的报刊发行连锁店，为今后开展图书销售和发展物流配送，更好地利用发行网络增值业务打下了基础。
- 扩版攻势。1995年，经过内部一系列改革，《广州日报》率先扩版。先从星期六开始，由8版扩到12版，12版再到16版，版数的调整频繁到几个月甚至半年一次，最终将周末的《广州日报》扩至40版，而价格不变；期间，引起的轰动效应产生了巨大的市场拉动效果。在中国报人公认的厚报时代来临之前，《广州日报》已经具备了超常规的版面规格[7]。

到1994年12月8日，《广州日报》广告收入已为全国之最。

### 子报布局与集团建设时期
1996年1月15日，经中宣部和国家新闻出版署批准组建成立中国内地首个报业集团广州日报报业集团。
1998年，广州日报报业集团被批准为全国工业战线以外，也是全国新闻界和社会科学界第一家企业博士后科研工作站。
2004年10月18日 ，广州日报报业集团与上海文广新闻传媒集团、《北京青年报》社，在上海聯合簽署了合作協議，跨地區辦報，於2004年11月15日推出全國首家綜合性財經類日報《第一財經日報》。

## 轶事
据《广州日报创刊50週年纪念特刊》所述，当时广州日报方面提请毛泽东亲自为其题字，而毛泽东则写了两份题字，让广州日报自己选择到底使用哪种。最后广州日报的员工从印刷上选择一份比较好印刷的题字作为报纸刊头，即现在看到《广州日报》上所使用的毛体字。
现广州日报社所在地一带旧称西瓜园，之前是可以容纳上萬人開大會的廣場，在民國初期，是廣東省商團聯防總部；也是商團軍的訓練操場。广州起义时，張太雷曾在这里宣佈廣州蘇維埃政府成立并发布政綱演講大會。

## 特刊
《广州日报》曾在2000年元旦发行新千年200版纪念特刊，是当时全国发行版数最多、彩版最多、用纸最多、刊登图文最多、同一厂内印刷份数最多、自办发行份数最多的报纸，共用去了2200吨纸、36吨油墨、416张胶片、3328张PS版，每份报成本7.5元，而零售价为2元。发行量仅200万份。但当时的报摊并不是售卖2元，最初是卖4元一份，后来涨到6元、甚至10元一份。
《广州日报》还在中华人民共和国成立50周年发行56版纪念特刊，在2002年12月1日发行100版使用环保纸印制的《广州日报创刊50周年纪念特刊》。